# Mastomys coucha
Mastomys coucha је врста глодара из породице мишева (лат. Muridae).  

## Распрострањење
Врста је присутна у Анголи, Боцвани, Зимбабвеу, Јужноафричкој Републици, Лесоту, Мозамбику и Намибији.

## Станиште
Врста Mastomys coucha има станиште на копну.
Врста је по висини распрострањена од нивоа мора до 1.600 метара надморске висине.

## Угроженост
Ова врста није угрожена, и наведена је као последња брига јер има широко распрострањење.

### Популациони тренд
Популација ове врсте је стабилна, судећи по доступним подацима.